# Sancțiune
Sancțiunea (latină sanctio) este o pedeapsă finală, măsură represivă pentru încălcarea unei legi sau ordin.
- Măsură de constrângere de natură politică, economică sau militară aplicată unui stat de către o organizație internațională pentru a reprima un act de violență sau de a evita posibilitatea unui asemenea act de violență.
- Act prin care șeful statului aprobă o lege trecută prin parlament, pentru a o face executorie.
- Aprobare oficială a unui act de către o instanță superioară celei care l-a emis, pentru a-i imprima valabilitate.

Sancțiunile penale pot lua forma unei pedepse grave, cum ar fi pedeapsa corporală sau pedeapsa cu moartea, încarcerarea sau amenzi severe. În contextul dreptului civil, sancțiunile sunt, de obicei, amenzi monetare, percepute împotriva unei părți în proces sau a avocatului său, pentru încălcarea regulilor de procedură sau pentru abuzul de procedură judiciară. Cea mai gravă sancțiune în cadrul unui proces civil este concedierea involuntară, cu prejudicii, a unei cauze de acțiune a părții reclamante sau a răspunsului părții care a răspuns. Acest lucru are ca efect decizia întregii acțiuni împotriva părții sancționate fără recurs, cu excepția cazului în care un apel sau un proces de novo poate fi permis din cauza unei erori reversibile.

## Clasificare
Sancțiunile diferă din punct de vedere al naturii si gravității lor.
După natura lor  se disting sancțiuni: penale, administrative, disciplinare, civile.
- Sancțiunile penale  se aplică persoanelor care au săvârșit infracțiuni (fapte care prezintă pericol social, săvârșite cu vinovăție și prevăzute de legea penală).
- Sancțiunile administrative  se aplică peroanelor care au săvârșit abateri administrative: disciplinare, contravenționale. Aplicarea unor sancțiuni disciplinare în dreptul administrativ este condiționată de încălcarea normelor de drept administrativ privind corectitudinea îndeplinirii atribuțiilor de serviciu de către funcționarii publici, ce pot fi sancționați cu  avertismentul, mustrarea, diminuarea drepturilor salariale.[3]
- Sancțiunile disciplinare se referă la abaterile de la disciplina muncii stabilite prin legislația muncii.
- Sancțiunile civile  constau în despăgubiri impuse celui care răspunde în caz de producere a unei pagube sau revocare a actului fraudulos, anulare a actului juridic, rezoluțiunea sau rezilierea contractului etc.

După gravitatea lor,  sancțiunile se subdivid în mai multe categorii. Astfel, în cadrul sancțiunilor penale, în funcție de criteriul amintit, avem: privațiunea de libertate, munca  neremunerată în folosul comunității, amenda, confiscarea averii, interdicția de a exercita anumite profesii.
După scopul urmărit,  sancțiunile pot fi grupate în: sancțiuni de anulare sau desființare a actelor ilicite, sancțiuni reparatorii - de reparare, sancțiuni disciplinare, sancțiuni contravenționale și sancțiuni penale. Normele juridice, prin sancțiunile lor, urmăresc scopuri diverse: anularea sau desființarea actului ilicit, restabilirea situației legale și repararea prejudiciului produs, aplicarea unor măsuri de constrângere în caz de săvârșire a unor fapte antisociale.
După gradul de determinare, sancțiunile sunt de mai multe feluri: absolut determinate, relativ determinate, alternative și cumulative.
- Sancțiunile absolut determinate  sunt cele care fiind formulate categoric nu pot fi modificate (micșorate sau mărite) de către organul de aplicare.
- Sancțiunile relativ determinate  se stabilesc în limitele unui minim si maxim, urmând ca organul de aplicare să stabilească, între aceste limite, sancțiunea. În general, sancțiunile penale îmbracă acest caracter.
- Alternative  sunt sancțiunile în privința cărora cel care le aplică are de ales între mai multe sancțiuni (de regulă închisoare sau amendă).
- Cumulative  sunt sancțiunile în cadrul cărora organul de aplicare trebuie să aplice două sau mai multe sancțiuni (închisoare și confiscarea averii sau interzicerea unor drepturi).

## Condiții

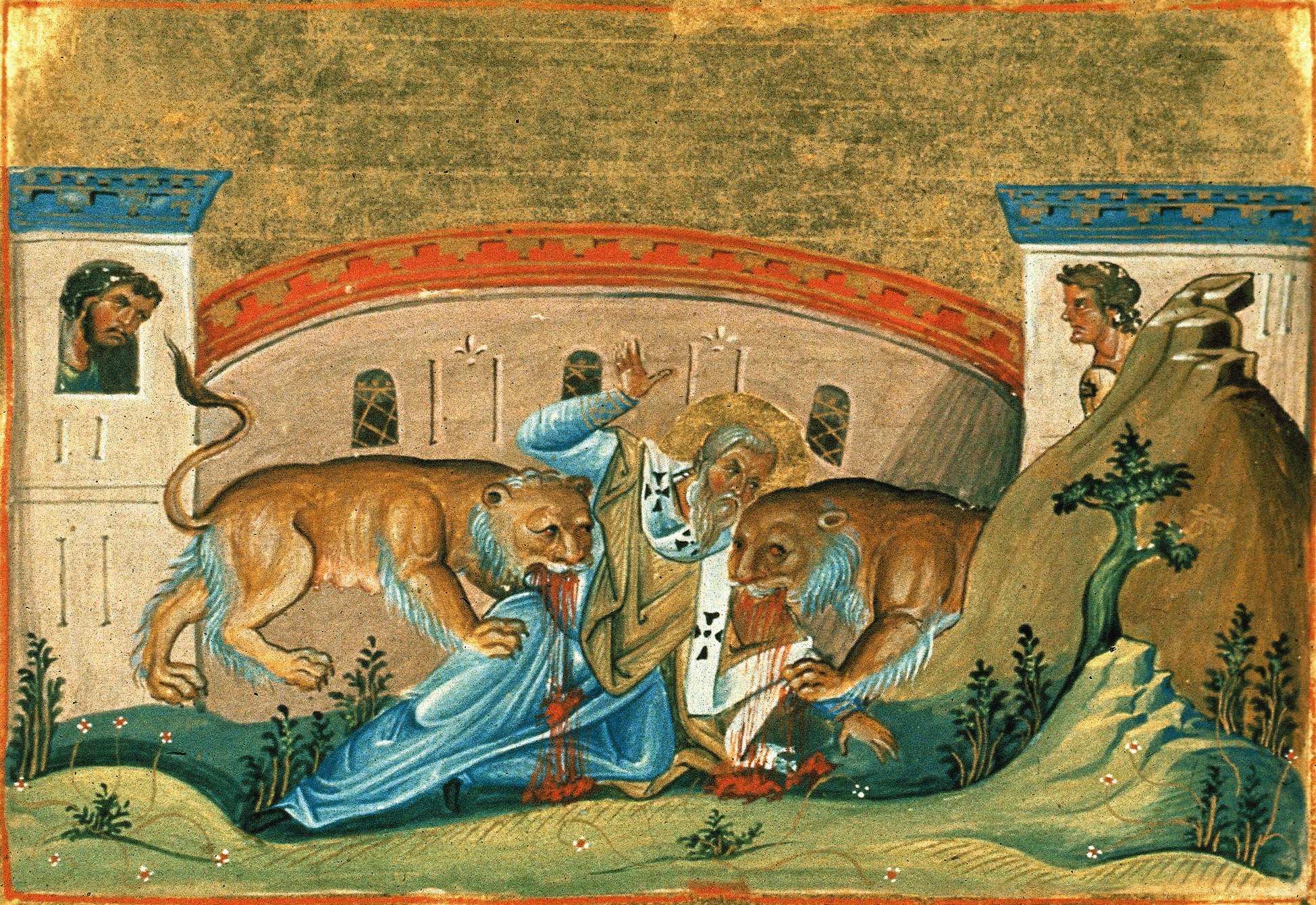
Pictură reprezentând moartea Sfântului Ignatie al Antiohiei în Colosseum; pedeapsa cu moartea nu poate fi considerată valabilă în acele sistem de drept care acceptă condiția remisibilității sancțiunii penale.

Pentru a putea fi aplicată, o sancțiune necesită să respecte mai multe condiții, printre care: 
- să fie personală - să îi fie aplicată exclusiv infractorului care a săvârși fapta prevăzută de legea penală;
- să fie dreaptă - să fie corespundă naturii și gravității faptei comise;
- să fie remisibilă sau reparabilă - în cazul în care se dovedește că infractorul este nevinovat, în caz de eroare judiciară, pedeapsa necesită să poată fi înlăturată iar prejudiciul adus nedreptului condamnat reparat, fără a produce efecte permanente asupra vieții sale (condiție elaborată în dreptul român de Vintilă Dongoroz).

## Moduri de aplicare

### Infracțiuni săvârșite anterior condamnării
În cazul în care o infracțiune nu a fost cunoscută la momentul săvârșirii sale, însă existența acesteia este aflată ulterior, aceasta este pedepsită corespunzător.
Așadar, de exemplu, în cazul în care infractorul fusese condamnat din nou la plata unei amenzi, iar acesta obține înlocuirea sa cu muncă în folosul comunității, cuantumul de zile-amendă adăugate pentru o infracțiune mai veche comisă de același infractor, nou-descoperită, va fi adăugat numărului de zile încă nelucrate la momentul rămânerii definitive a hotărârii de condamnare.